# Callicostella melanotheca
Callicostella melanotheca là một loài rêu trong họ Pilotrichaceae. Loài này được (Duby ex Besch.) A. Jaeger mô tả khoa học đầu tiên năm 1877.